# Clifford Harrison
Clifford "Cliff" Harrison, född 30 oktober 1927 i Walpole i Massachusetts, död 15 december 1988 i Albany, var en amerikansk ishockeyspelare. Harrison blev olympisk silvermedaljör i ishockey vid vinterspelen 1952 i Oslo.